# Amjad al-Harthi
Amjad Abdullah Sulaiman al-Harthi (arabisch أمجد الحارثي, DMG Amǧad al-Ḥāriṯī; * 1. Januar 1994 in al-Wattaya (Maskat)) ist ein omanischer Fußballspieler.

## Karriere

### Klub
Seit der Saison 2014/14 spielte er für die erste Mannschaft von al-Seeb.

### Nationalmannschaft
Seinen ersten bekannten Einsatz für die omanische Fußballnationalmannschaft hatte er am 20. März 2021 bei einem 0:0-Freundschaftsspiel gegen Jordanien über die volle Spielzeit. Nach Einsätzen in Qualifikationsspielen zur Weltmeisterschaft 2022 kam er in allen Gruppenspielen der Mannschaft beim FIFA-Arabien-Pokal 2021 zum Einsatz.